# Богата (комуна)
Богата (рум. Bogata) — комуна у повіті Муреш в Румунії. До складу комуни входять такі села (дані про населення за 2002 рік):
- Богата (1609 осіб) — адміністративний центр комуни
- Ранта (338 осіб)

Комуна розташована на відстані 272 км на північний захід від Бухареста, 35 км на захід від Тиргу-Муреша, 53 км на південний схід від Клуж-Напоки, 145 км на північний захід від Брашова.

## Населення
За даними перепису населення 2002 року у комуні проживали 1947 осіб.
Національний склад населення комуни:
| Національність | Кількість осіб | Відсоток |
| -------------- | -------------- | -------- |
| румуни         | 1146           | 58,9%    |
| угорці         | 618            | 31,7%    |
| цигани         | 183            | 9,4%     |

Рідною мовою назвали:
| Мова      | Кількість осіб | Відсоток |
| --------- | -------------- | -------- |
| румунська | 1339           | 68,8%    |
| угорська  | 606            | 31,1%    |
| циганська | 2              | 0,1%     |

Склад населення комуни за віросповіданням:
| Релігія        | Кількість осіб | Відсоток |
| -------------- | -------------- | -------- |
| православні    | 1261           | 64,8%    |
| реформати      | 557            | 28,6%    |
| римо-католики  | 45             | 2,3%     |
| греко-католики | 30             | 1,5%     |
| п'ятдесятники  | 20             | 1,0%     |
| адвентисти     | 10             | 0,5%     |
| не релігійні   | 5              | 0,3%     |
| баптисти       | 3              | 0,2%     |
| унітарії       | 2              | 0,1%     |
| атеїсти        | 1              | 0,1%     |